# Amarillo rápido AB

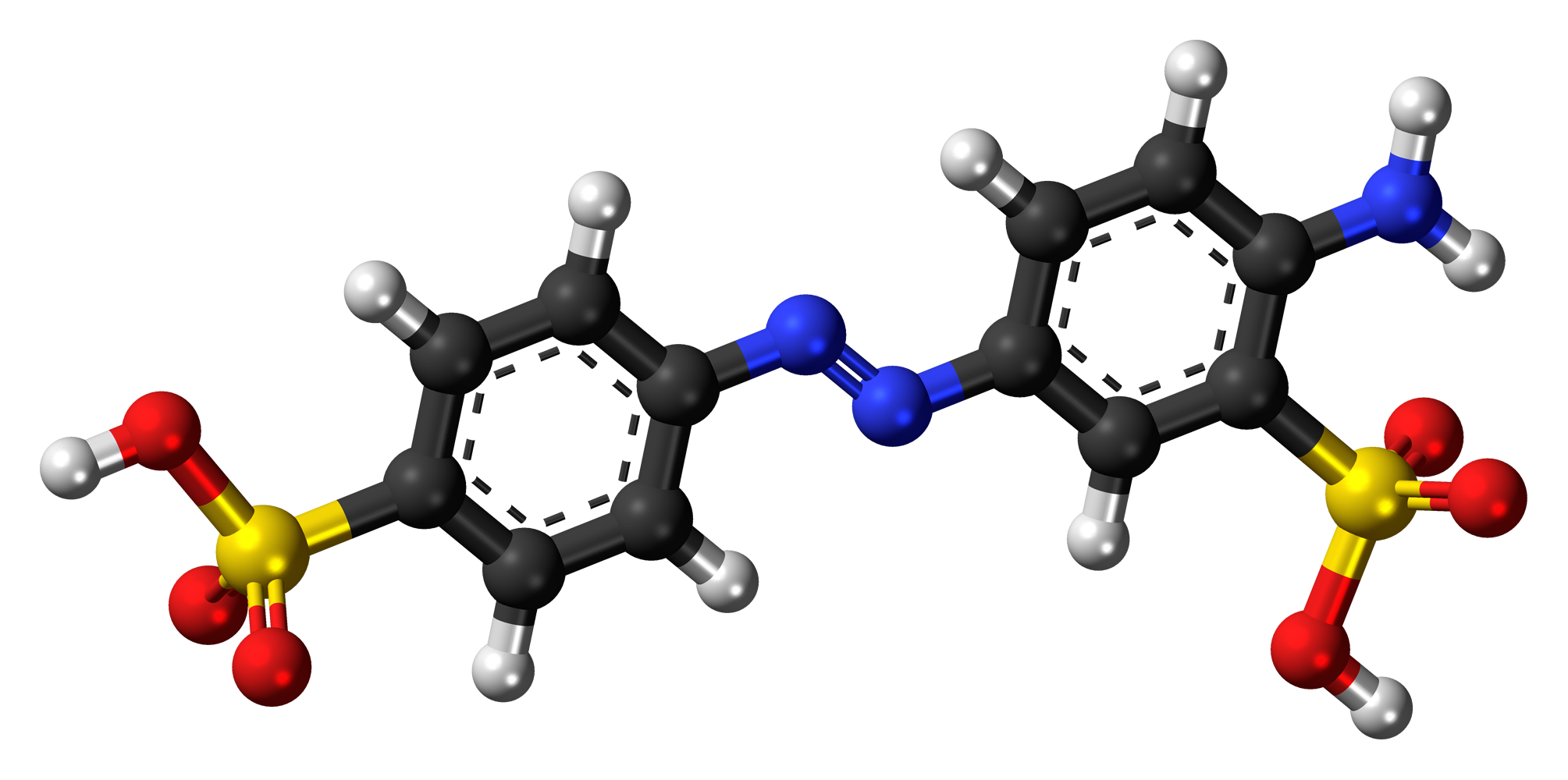
Modelo de esferas y barras de la molécula amarillo rápido AB. Esta imagen muestra la forma neutra. Código de colores: Carbono, C: negro; Hidrógeno, H: blanco; Oxígeno, O: rojo; Nitrógeno, N: azul y Azufre, S: amarillo.

El código alimentario E-105 es el código asignado por la Unión Europea para designar a la sustancia denominada Amarillo sólido. Éste compuesto es utilizado como colorante alimentario. Está desautorizado en la Unión Europea, los Estados Unidos de América y otros países y se prohíbe si está utilizado en alimentos o bebidas, los datos toxicológicos han demostrado que es perjudicial para la salud. 
Esta sustancia también se le denomina internacionalmente: 
- Fast Yellow AB
- Fast Yellow
- Acid Yellow
- C.I. 13015
- C.I. 14270
- Food Yellow 2

- Datos: Q996659
- Multimedia: Fast Yellow AB / Q996659